# Kleines Café

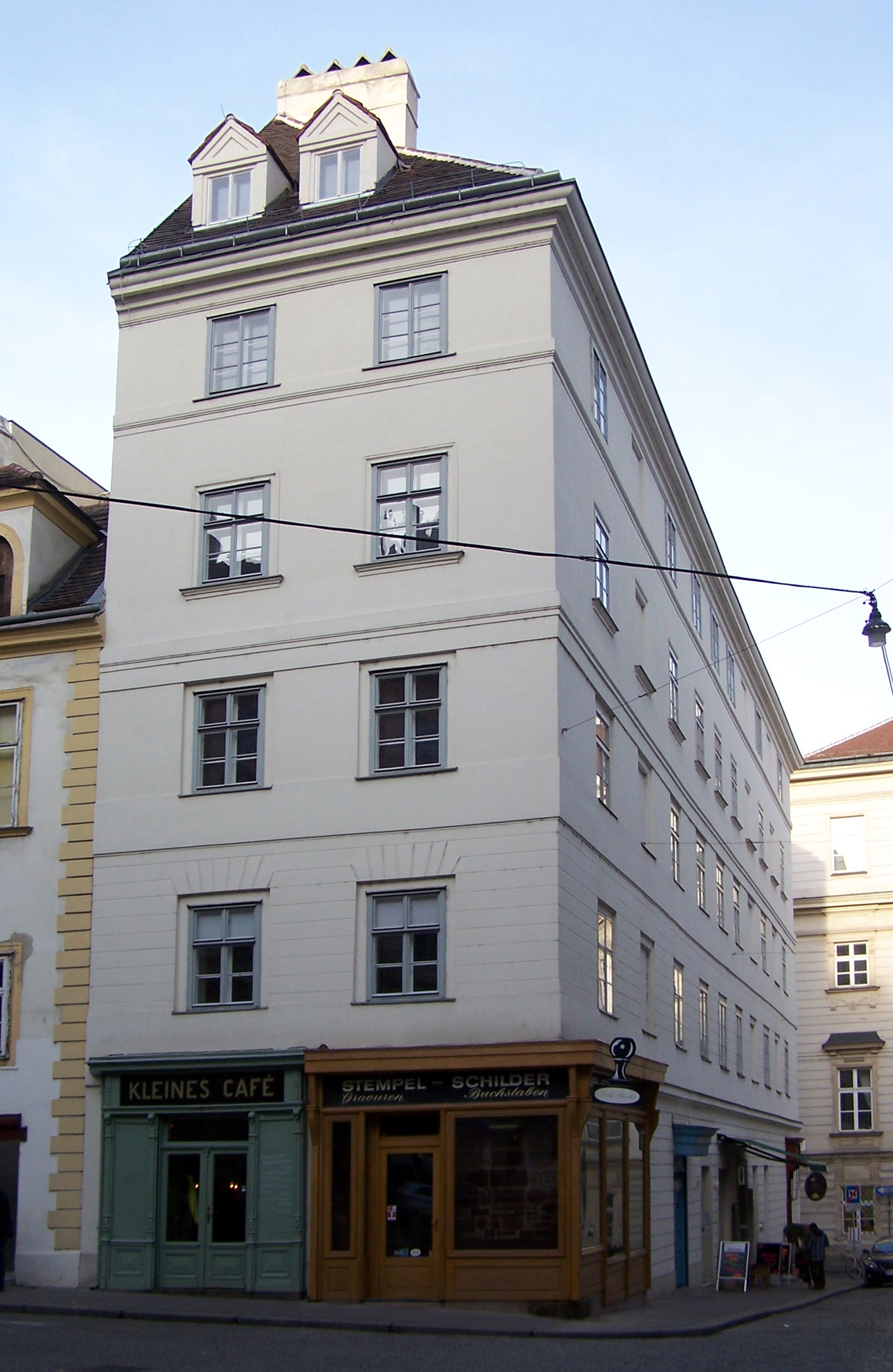
Fachada do café.

O Kleines Café é um café no número 3 da praça do Franciscano, no primeiro distrito (Innere Stadt) de Viena, na Áustria. Foi projetado por Hermann Czech na década de 1970. O restaurante tem dois níveis, cada um com uma entrada. No verão, o espaço em frente ao restaurante também é aproveitado. O proprietário é o ator austríaco Hanno Pöschl, entre outros.

## Na mídia
O filme Before Sunrise (1995) teve uma cena gravada no café: a cena em que os protagonistas têm suas mãos lidas por uma quiromante.